# کی‌سی۵۱۸
کی‌سی۵۱۸ (به انگلیسی: CHI KC 518 Adventourer) یک بالگرد ۶ سرنشینه ساخت نیوزیلند با موتور جت است که بصورت کیت سی‌کی‌دی برای مونتاژ دستی ارائه می‌شود.

## طراحی
این بالگرد از بدنه فیبر کربنی و کولار کامپوزیت ساخته شده‌است و دارای یک موتور آلیسون ۲۵۰ بهره می‌برد. مدل‌های دیگری از این بالگرد با موتور آلیسون۳۰۰، هانی‌ول ال‌تی‌اس۱۰۱ نیز ارائه شدند. مدلی که با موتور رولز رویس آلیسون آرآر۳۰۰ تولید می‌شود، به قیمت ۹۷۰هزار دلار آمریکا فروخته می‌شود که همگی بصورت کیت ارائه می‌گردد.

## مشخصات
داده‌ها از Manufacturer
ویژگی‌های عمومی
- خدمه: ۱
- ظرفیت: 5 passengers
- طول: ۸٫۸ متر (۲۸ فوت ۱۰ اینچ)
- عرض: ۱٫۴۶ متر (۴ فوت ۹ اینچ)
- ارتفاع: ۳٫۵ متر (۱۱ فوت ۶ اینچ)
- ایرفویل: MRB VR7b
- وزن خالی: ۷۹۴ کیلوگرم (۱٬۷۵۰ پوند)
- وزن ناخالص: ۱٬۵۴۲ کیلوگرم (۳٬۴۰۰ پوند)
- بیشترین وزن برخاست: ۱٬۵۴۲ کیلوگرم (۳٬۴۰۰ پوند)
- پیشرانه: ۱ عدد Turboshaft Rolls Royce RR250T63-700, ۲۴۰ کیلووات (۳۲۰ اسب بخار)
- قطر روتور اصلی: عدد ۹٫۰۱۸ متر (۲۹ فوت ۷ اینچ)

عملکرد
- سرعت کروز: ۲۵۰ کیلومتر بر ساعت (۱۵۵ مایل بر ساعت، ۱۳۵ گره)
- بیشینه سرعت مجاز: ۳۰۰ کیلومتر بر ساعت (۱۸۰ مایل بر ساعت، ۱۶۰ گره)
- مداومت پروازی: 3.6hr
- حداکثر ارتفاع: ۴٬۳۰۰ متر (۱۴٬۰۰۰ فوت)
- نرخ صعود: ۵٫۱ متر بر ثانیه (۱٬۰۰۰ فوت بر دقیقه)